# Fotbal na Letních olympijských hrách 2024 – turnaj mužů
Fotbalový turnaj mužů na Letních olympijských hrách 2024 se koná od 24. července do 9. srpna 2024. Je 28. mužským fotbalovým turnajem na olympijských hrách. Finále se bude konat v Parc des Princes v Paříži. Pro turnaj mužů platí omezení na hráče do 23 let, maximálně tři hráči na soupisce mohou být starší.

## Kvalifikace
| Událost                                                | Termín                        | Místo                                     | Počet míst | Kvalifikováni              |
| ------------------------------------------------------ | ----------------------------- | ----------------------------------------- | ---------- | -------------------------- |
| Pořadatel                                              | –                             | –                                         | 1          | Francie                    |
| Zlatý pohár CONCACAF 2022 do 20 let                    | 18. června – 3. července 2022 | San Pedro Sula a Tegucigalpa              | 2          | USA Dominikánská republika |
| Mistrovství Evropy ve fotbale hráčů do 21 let 2023     | 21. června – 8. července 2023 | Tbilisi, Batumi a Kutaisi Bukurešť a Kluž | 3          | Španělsko Izrael Ukrajina  |
| Africký pohár národů do 23 let 2023                    | 24. června – 8. července 2023 | Tanger a Rabat                            | 3          | Maroko Egypt Mali          |
| Kvalifikace OFC ve fotbale mužů na olympijské hry 2023 | 27. srpna – 9. září 2023      | Auckland                                  | 1          | Nový Zéland                |
| Předolympijský turnaj CONMEBOL 2024                    | 20. ledna – 11. února 2024    | Caracas a Valencia                        | 2          | Paraguay Argentina         |
| Mistrovství Asie ve fotbale do 23 let 2024             | 15. dubna – 3. května 2024    | Al Rayyan, Dauhá a Al-Wakra               | 3          | Japonsko Uzbekistán Irák   |
| AFC–CAF play-off                                       | 9. května 2024                | Clairefontaine-en-Yvelines                | 1          | Guinea                     |
| CELKEM                                                 |                               |                                           | 16         |                            |

## Stadiony
| Město            | Stadion                   | Kapacita |
| ---------------- | ------------------------- | -------- |
| Marseille        | Stade Vélodrome           | 67 394   |
| Décines-Charpieu | Parc Olympique Lyonnais   | 59 186   |
| Paříž            | Parc des Princes          | 47 929   |
| Bordeaux         | Nouveau stade de Bordeaux | 42 115   |
| Saint-Étienne    | Stade Geoffroy-Guichard   | 41 965   |
| Nice             | Allianz Riviera           | 36 178   |
| Nantes           | Stade de la Beaujoire     | 35 322   |

## Skupina A
Všechny časy jsou místní (UTC+2).
| Tým         | Z | V | R | P | VG | IG | +/- | B | Výsledek    |
| ----------- | - | - | - | - | -- | -- | --- | - | ----------- |
| Francie     | 3 | 3 | 0 | 0 | 7  | 0  | +7  | 9 | Čtvrtfinále |
| USA         | 3 | 2 | 0 | 1 | 7  | 4  | +3  | 6 | Čtvrtfinále |
| Nový Zéland | 3 | 1 | 0 | 2 | 1  | 6  | -5  | 3 |             |
| Guinea      | 3 | 0 | 0 | 3 | 1  | 6  | -5  | 0 |             |

| 24. července 2024 17:00 |        |                       |                                                             |
| Guinea                  | 1 : 2  | Nový Zéland           | Allianz Riviera, Nice diváci: 4 909 rozhodčí: Adel Al-Naqbi |
| Diawara 72'             | Report | Garbett 25' Waine 76' | Allianz Riviera, Nice diváci: 4 909 rozhodčí: Adel Al-Naqbi |

| 24. července 2024 21:00          |        |     |                                                                 |
| Francie                          | 3 : 0  | USA | Stade Vélodrome, Marseille diváci: 48 721 rozhodčí: Yael Falcón |
| Lacazette 61' Olise 69' Badé 85' | Report |     | Stade Vélodrome, Marseille diváci: 48 721 rozhodčí: Yael Falcón |

| 27. července 2024 19:00 |        |     |                                                   |
| Nový Zéland             | 1 : 4  | USA | Stade Vélodrome, Marseille rozhodčí: Glenn Nyberg |
|                         | Report |     | Stade Vélodrome, Marseille rozhodčí: Glenn Nyberg |

| 27. července 2024 21:00 |        |        |                                                 |
| Francie                 | 1 : 0  | Guinea | Allianz Riviera, Nice rozhodčí: Ilgiz Tantashev |
|                         | Report |        | Allianz Riviera, Nice rozhodčí: Ilgiz Tantashev |

| 30. července 2024 19:00 |        |         |                            |
| Nový Zéland             | 0 : 3  | Francie | Stade Vélodrome, Marseille |
|                         | Report |         | Stade Vélodrome, Marseille |

| 30. července 2024 19:00 |        |        |                                        |
| USA                     | 3 : 0  | Guinea | Stade Geoffroy-Guichard, Saint-Étienne |
|                         | Report |        | Stade Geoffroy-Guichard, Saint-Étienne |

## Skupina B
Všechny časy jsou místní (UTC+2).
| Tým       | Z | V | R | P | VG | IG | +/- | B | Výsledek    |
| --------- | - | - | - | - | -- | -- | --- | - | ----------- |
| Maroko    | 3 | 2 | 0 | 1 | 6  | 3  | +3  | 6 | Čtvrtfinále |
| Argentina | 2 | 2 | 0 | 1 | 6  | 3  | +3  | 6 | Čtvrtfinále |
| Ukrajina  | 3 | 1 | 0 | 2 | 3  | 5  | -2  | 3 |             |
| Irák      | 3 | 1 | 0 | 2 | 3  | 7  | -4  | 3 |             |

| 24. července 2024 15:00 |        |                         |                                                                              |
| Argentina               | 1 : 2  | Maroko                  | Stade Geoffroy-Guichard, Saint-Étienne diváci: 26 717 rozhodčí: Glenn Nyberg |
| Simeone 68'             | Report | Rahimi 45+2, 51' (pen.) | Stade Geoffroy-Guichard, Saint-Étienne diváci: 26 717 rozhodčí: Glenn Nyberg |

| 24. července 2024 19:00      |        |                 |                                                                                       |
| Irák                         | 2 : 1  | Ukrajina        | Parc Olympique Lyonnais, Décines-Charpieu diváci: 10 637 rozhodčí: Mahmood Ali Ismail |
| Hussein 57' (pen.) Jasim 75' | Report | Rubchynskyi 53' | Parc Olympique Lyonnais, Décines-Charpieu diváci: 10 637 rozhodčí: Mahmood Ali Ismail |

| 27. července 2024 15:00             |        |               |                                                                 |
| Argentina                           | 3 : 1  | Irák          | Parc Olympique Lyonnais, Décines-Charpieu rozhodčí: Espen Eskås |
| Almada 14' Gondou 62' Fernández 85' | Report | Hussein 45+5' | Parc Olympique Lyonnais, Décines-Charpieu rozhodčí: Espen Eskås |

| 27. července 2024 17:00 |        |        |                                                                |
| Ukrajina                | 2 : 1  | Maroko | Stade Geoffroy-Guichard, Saint-Étienne rozhodčí: Saíd Martínez |
|                         | Report |        | Stade Geoffroy-Guichard, Saint-Étienne rozhodčí: Saíd Martínez |

| 30. července 2024 17:00 |        |           |                                           |
| Ukrajina                | 0 : 2  | Argentina | Parc Olympique Lyonnais, Décines-Charpieu |
|                         | Report |           | Parc Olympique Lyonnais, Décines-Charpieu |

| 30. července 2024 17:00 |        |      |                       |
| Maroko                  | 3 : 0  | Irák | Allianz Riviera, Nice |
|                         | Report |      | Allianz Riviera, Nice |

## Skupina C
Všechny časy jsou místní (UTC+2).
| Tým                    | Z | V | R | P | VG | IG | +/- | B | Výsledek    |
| ---------------------- | - | - | - | - | -- | -- | --- | - | ----------- |
| Egypt                  | 3 | 2 | 1 | 0 | 3  | 1  | +2  | 7 | Čtvrtfinále |
| Španělsko              | 3 | 2 | 0 | 1 | 6  | 4  | +2  | 6 | Čtvrtfinále |
| Dominikánská republika | 3 | 0 | 2 | 1 | 2  | 4  | -2  | 2 |             |
| Uzbekistán             | 3 | 0 | 1 | 2 | 2  | 4  | -2  | 1 |             |

| 24. července 2024 15:00 |        |                      |                                                               |
| Uzbekistán              | 1 : 2  | Španělsko            | Parc des Princes, Paříž diváci: 46 500 rozhodčí: Dahane Beida |
| Šomurodov 45+3' (pen.)  | Report | Pubill 28' Gómez 62' | Parc des Princes, Paříž diváci: 46 500 rozhodčí: Dahane Beida |

| 24. července 2024 17:00 |        |                        |                                                                          |
| Egypt                   | 0 : 0  | Dominikánská republika | Stade de la Beaujoire, Nantes diváci: 13 945 rozhodčí: Yoshimi Yamashita |
|                         | Report |                        | Stade de la Beaujoire, Nantes diváci: 13 945 rozhodčí: Yoshimi Yamashita |

| 27. července 2024 15:00 |        |                                   |                                                             |
| Dominikánská republika  | 1 : 3  | Španělsko                         | Nouveau stade de Bordeaux, Bordeaux rozhodčí: Adel Al-Naqbi |
| Montes de Oca 38'       | Report | López 24' Baena 55' Gutiérrez 70' | Nouveau stade de Bordeaux, Bordeaux rozhodčí: Adel Al-Naqbi |

| 27. července 2024 17:00 |        |       |                                                                    |
| Uzbekistán              | 0 : 1  | Egypt | Stade de la Beaujoire, Nantes rozhodčí: Campbell-Kirk Kawana-Waugh |
|                         | Report |       | Stade de la Beaujoire, Nantes rozhodčí: Campbell-Kirk Kawana-Waugh |

| 30. července 2024 15:00 |        |            |                         |
| Dominikánská republika  | 1 : 1  | Uzbekistán | Parc des Princes, Paříž |
|                         | Report |            | Parc des Princes, Paříž |

| 30. července 2024 15:00 |        |       |                                     |
| Španělsko               | 1 : 2  | Egypt | Nouveau stade de Bordeaux, Bordeaux |
|                         | Report |       | Nouveau stade de Bordeaux, Bordeaux |

## Skupina D
Všechny časy jsou místní (UTC+2).
| Tým      | Z | V | R | P | VG | IG | +/- | B | Výsledek    |
| -------- | - | - | - | - | -- | -- | --- | - | ----------- |
| Japonsko | 3 | 3 | 0 | 0 | 7  | 0  | +7  | 9 | Čtvrtfinále |
| Paraguay | 3 | 3 | 0 | 1 | 5  | 7  | -2  | 6 | Čtvrtfinále |
| Mali     | 3 | 0 | 1 | 2 | 1  | 3  | -2  | 1 |             |
| Izrael   | 3 | 0 | 1 | 2 | 3  | 6  | -3  | 1 |             |

| 24. července 2024 19:00                 |        |          |                                                                                |
| Japonsko                                | 5 : 0  | Paraguay | Nouveau stade de Bordeaux, Bordeaux diváci: 14 000 rozhodčí: François Letexier |
| Mito 18, 63' Yamamoto 69' Fujio 81, 87' | Report |          | Nouveau stade de Bordeaux, Bordeaux diváci: 14 000 rozhodčí: François Letexier |

| 24. července 2024 21:00 |        |                     |                                                                             |
| Mali                    | 1 : 1  | Izrael              | Parc des Princes, Paříž diváci: 10 637 rozhodčí: Campbell-Kirk Kawana-Waugh |
| Doumbia 63'             | Report | H. Diallo 56' (vl.) | Parc des Princes, Paříž diváci: 10 637 rozhodčí: Campbell-Kirk Kawana-Waugh |

| 27. července 2024 19:00 |        |          |                                                |
| Izrael                  | 2 : 4  | Paraguay | Parc des Princes, Paříž rozhodčí: Drew Fischer |
|                         | Report |          | Parc des Princes, Paříž rozhodčí: Drew Fischer |

| 27. července 2024 21:00 |        |      |                                                                   |
| Japonsko                | 1 : 0  | Mali | Nouveau stade de Bordeaux, Bordeaux rozhodčí: Edina Alves Batista |
|                         | Report |      | Nouveau stade de Bordeaux, Bordeaux rozhodčí: Edina Alves Batista |

| 30. července 2024 21:00 |        |          |                               |
| Izrael                  | 0 : 1  | Japonsko | Stade de la Beaujoire, Nantes |
|                         | Report |          | Stade de la Beaujoire, Nantes |

| 30. července 2024 21:00 |        |      |                         |
| Paraguay                | 1 : 0  | Mali | Parc des Princes, Paříž |
|                         | Report |      | Parc des Princes, Paříž |

## Vyřazovací fáze
Všechny časy jsou místní (UTC+2).

### Pavouk
|  | Čtvrtfinále                      | Čtvrtfinále               |                                  |        | Semifinále  | Semifinále  |  |  | Finále                 | Finále |
|  |                                  |                           |                                  |        |             |             |  |  |                        |        |
|  | 2. srpna 2024 – Bordeaux         |                           |                                  |        |             |             |  |  |                        |        |
|  |                                  |                           |                                  |        |             |             |  |  |                        |        |
|  | Francie                          | 1                         |                                  |        |             |             |  |  |                        |        |
|  | Francie                          | 1                         | 5. srpna 2024 – Décines-Charpieu |        |             |             |  |  |                        |        |
|  | Argentina                        | 0                         |                                  |        |             |             |  |  |                        |        |
|  | Argentina                        | 0                         | Francie (prodl.)                 | 3      |             |             |  |  |                        |        |
|  | 2. srpna 2024 – Marseille        |                           | Francie (prodl.)                 | 3      |             |             |  |  |                        |        |
|  |                                  | Egypt                     | 1                                |        |             |             |  |  |                        |        |
|  | Egypt (p)                        | Egypt                     | 1                                | 1 (5)  |             |             |  |  |                        |        |
|  | Egypt (p)                        |                           | 9. srpna 2024 – Paříž            | 1 (5)  |             |             |  |  |                        |        |
|  | Paraguay                         | 1 (4)                     |                                  |        |             |             |  |  |                        |        |
|  | Paraguay                         | 1 (4)                     | Francie                          | 3      |             |             |  |  |                        |        |
|  | 2. srpna 2024 – Paříž            |                           | Francie                          | 3      |             |             |  |  |                        |        |
|  |                                  | Španělsko                 | 5                                |        |             |             |  |  |                        |        |
|  | Maroko                           | Španělsko                 | 5                                | 4      |             |             |  |  |                        |        |
|  | Maroko                           | 5. srpna 2024 – Marseille |                                  | 4      |             |             |  |  |                        |        |
|  | USA                              | 0                         |                                  |        |             |             |  |  |                        |        |
|  | USA                              | 0                         | Maroko                           | 1      | Třetí místo | Třetí místo |  |  |                        |        |
|  | 2. srpna 2024 – Décines-Charpieu |                           | Maroko                           | 1      | Třetí místo | Třetí místo |  |  |                        |        |
|  |                                  | Španělsko                 | 2                                |        |             |             |  |  |                        |        |
|  | Japonsko                         | Španělsko                 | 2                                | 0      | Egypt       | 0           |  |  |                        |        |
|  | Japonsko                         |                           |                                  | 0      | Egypt       | 0           |  |  |                        |        |
|  | Španělsko                        | 3                         |                                  | Maroko | 6           |             |  |  |                        |        |
|  | Španělsko                        | 3                         |                                  |        | 6           |             |  |  |                        |        |
|  |                                  |                           |                                  |        |             |             |  |  | 8. srpna 2024 – Nantes |        |
|  |                                  |                           |                                  |        |             |             |  |  |                        |        |

### Čtvrtfinále
| 2. srpna 2024 15:00                                             |        |     |                                                              |
| Maroko                                                          | 4 : 0  | USA | Parc des Princes, Paříž diváci: 42 868 rozhodčí: Yael Falcón |
| Rahimi 29' (pen.) Akhomach 63' Hakimi 70' Maouhoub 90+1' (pen.) | Report |     | Parc des Princes, Paříž diváci: 42 868 rozhodčí: Yael Falcón |

| 2. srpna 2024 17:00 |        |                           |                                                                                 |
| Japonsko            | 0 : 3  | Španělsko                 | Parc Olympique Lyonnais, Décines-Charpieu diváci: 19 111 rozhodčí: Dahane Beida |
|                     | Report | F. López 11, 73' Ruiz 86' | Parc Olympique Lyonnais, Décines-Charpieu diváci: 19 111 rozhodčí: Dahane Beida |

| 2. srpna 2024 19:00 |            |              |                                                                  |
| Egypt               | 1 : 1 (PP) | Paraguay     | Stade Vélodrome, Marseille diváci: 23 753 rozhodčí: Glenn Nyberg |
| Ibrahim Adel 88'    | Report     | D. Gómez 71' | Stade Vélodrome, Marseille diváci: 23 753 rozhodčí: Glenn Nyberg |

|                                                                           |       | Penaltový rozstřel                        |  |
| Ahmed Koka Muhammad Alnaní Karim El Debes Hossam Abdelmaguid Ibrahim Adel | 5 : 4 | D. Gómez M. Pérez Viera M. Gómez Balbuena |  |

| 2. srpna 2024 21:00 |        |           |                                                                              |
| Francie             | 1 : 0  | Argentina | Nouveau stade de Bordeaux, Bordeaux diváci: 37 153 rozhodčí: Ilgiz Tantashev |
| Mateta 5'           | Report |           | Nouveau stade de Bordeaux, Bordeaux diváci: 37 153 rozhodčí: Ilgiz Tantashev |

### Semifinále
| 5. srpna 2024 18:00 |        |                          |                                                                                          |
| Maroko              | 1 : 2  | Španělsko                | Stade Vélodrome, Marseille diváci: 59 882 rozhodčí: Ilgiz Tantashev 17' Glenn Nyberg 17' |
| Rahimi 37' (pen.)   | Report | F. López 65' Sánchez 86' | Stade Vélodrome, Marseille diváci: 59 882 rozhodčí: Ilgiz Tantashev 17' Glenn Nyberg 17' |

| 5. srpna 2024 21:00       |            |                   |                                                                                  |
| Francie                   | 3 : 1 (PP) | Egypt             | Parc Olympique Lyonnais, Décines-Charpieu diváci: 47 530 rozhodčí: Saíd Martínez |
| Mateta 83, 99' Olise 108' | Report     | Mahmoud Saber 62' | Parc Olympique Lyonnais, Décines-Charpieu diváci: 47 530 rozhodčí: Saíd Martínez |

### O 3. místo
| 8. srpna 2024 17:00 |        |                                                                       |                                                                    |
| Egypt               | 0 : 6  | Maroko                                                                | Stade de la Beaujoire, Nantes diváci: 27 391 rozhodčí: Espen Eskås |
|                     | Report | Ezzalzouli 23' Rahimi 26', 64' El Khannouss 51' Nakach 73' Hakimi 87' | Stade de la Beaujoire, Nantes diváci: 27 391 rozhodčí: Espen Eskås |

### Finále
| 9. srpna 2024 18:00                          |            |                                                  |                                                               |
| Francie                                      | 3 : 5 (PP) | Španělsko                                        | Parc des Princes, Paříž diváci: 44 260 rozhodčí: Ramon Abatti |
| Millot 11' Akliouche 79' Mateta 90+3' (pen.) | Report     | F. López 18', 25' Baena 28' Camello 100', 120+1' | Parc des Princes, Paříž diváci: 44 260 rozhodčí: Ramon Abatti |